# Complexe de temples romains de Tawern

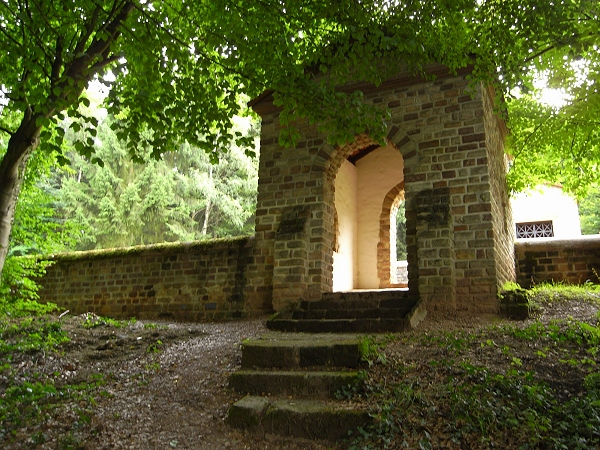
Porte nord-est

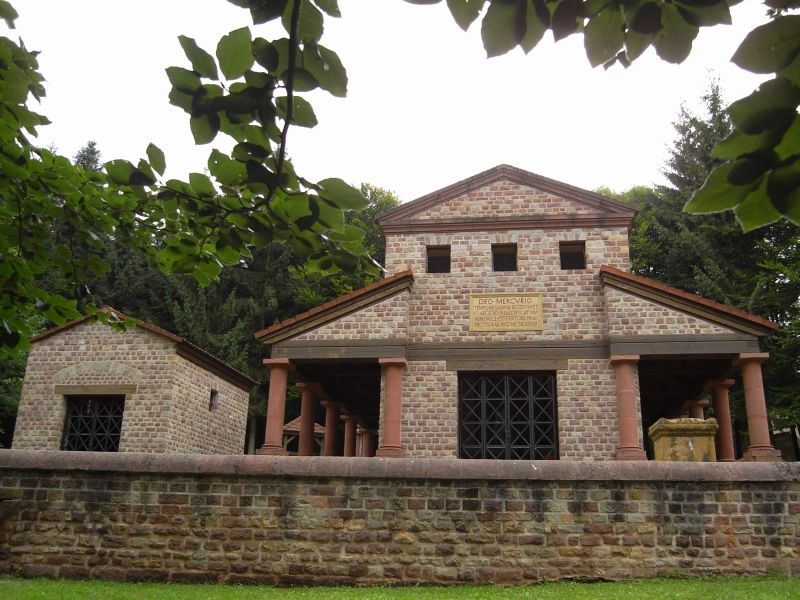
Façade du Temple de Mercure

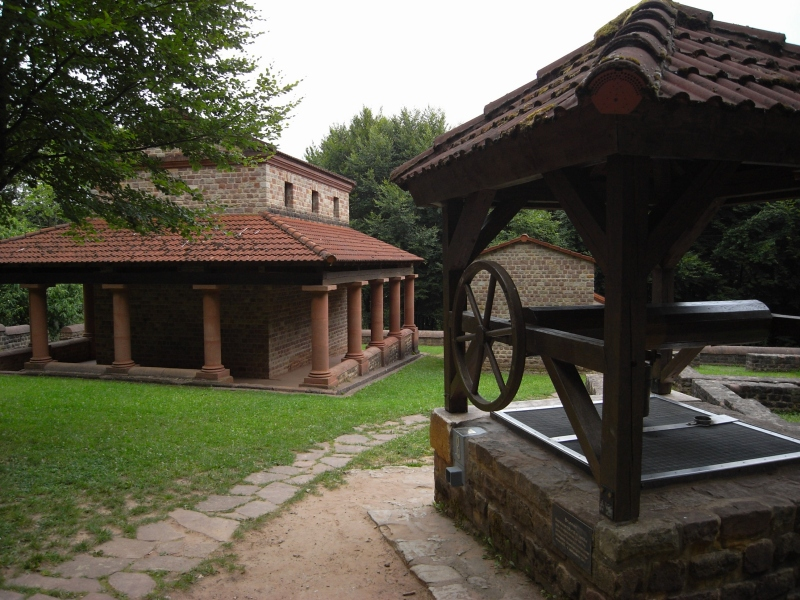
Arrière du Temple de Mercure, le puits à droite

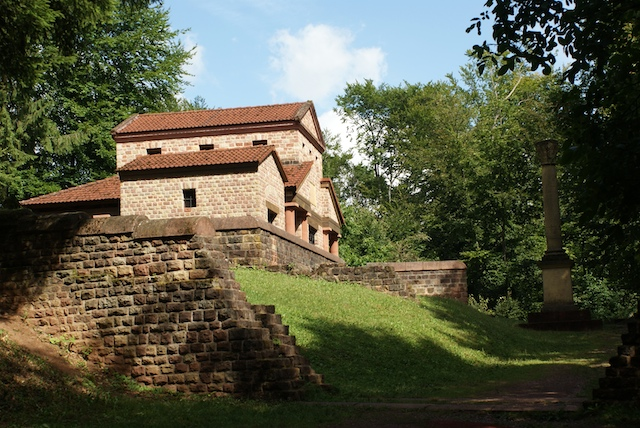
Le complexe des temples vu du sud-est

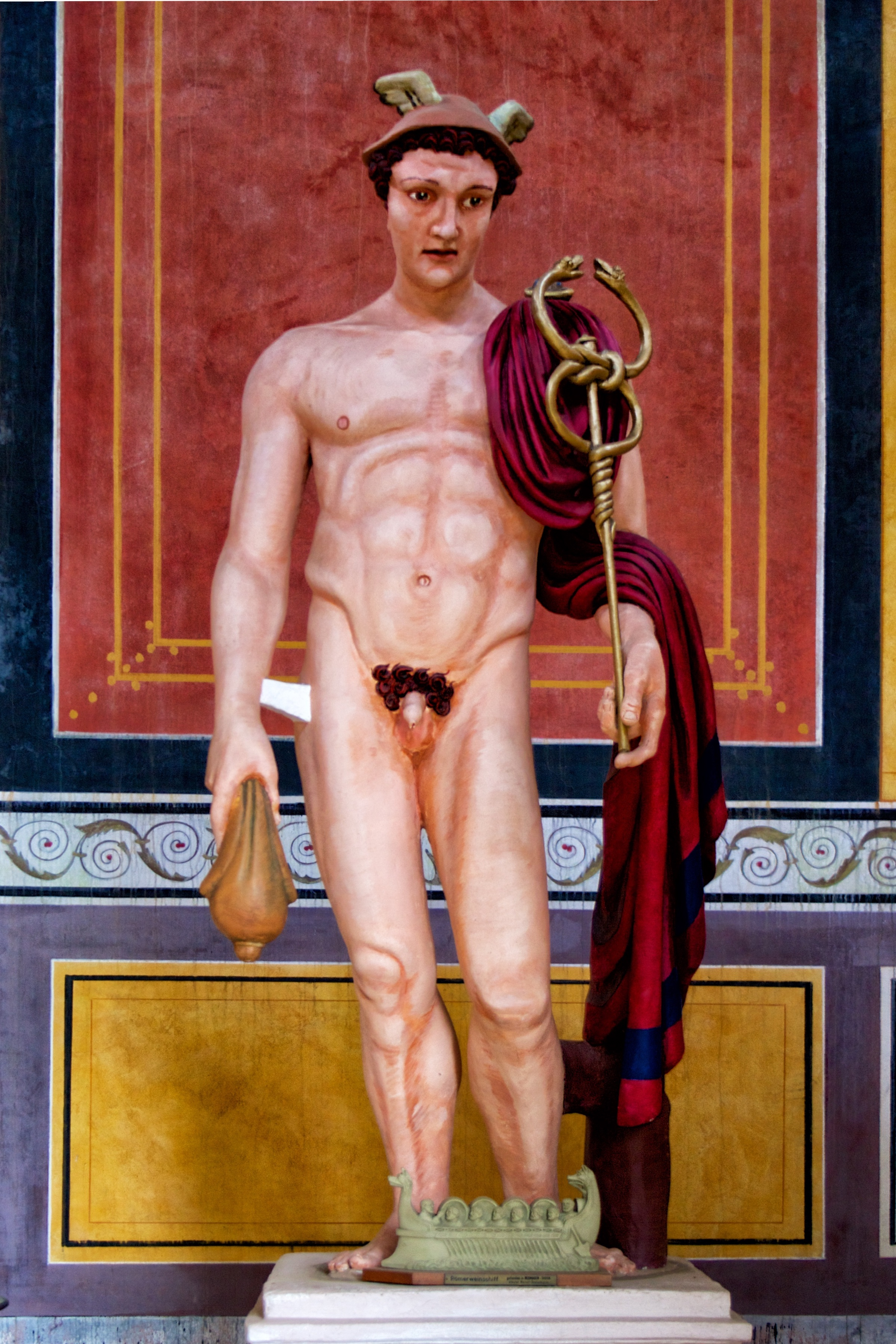
Fac simile de la statue de Mercure

Le complexe de temples romains de Tawern est un ensemble d'anciens temples situés sur le Metzenberg, près de la ville actuelle de Tawern, dans l'Arrondissement de Trèves-Sarrebourg en Allemagne.

## Disposition
Ce complexe est entouré d'un mur de plan trapézoïdal (46 × 36 m). Il comprenait probablement à l'origine cinq temples qui s'alignaient face à la vallée du Mannebach. Au fil du temps, quatre dépendances et deux portails y furent ajoutés. L'un des temples a été remplacé par un autre adossé directement derrière lui dans la pente, tandis que trois autres temples ont dû céder la place à un unique temple plus grand doté d'un déambulatoire à trois côtés.
Dans ce temple plus grand se trouvait une sculpture grandeur nature du dieu Mercure dont on n'a retrouvé que la tête au fond du puits. Les voyageurs empruntant la voie romaine principale « Via Agrippa » de Divodurum Mediomatricorum (Metz) à Augusta Treverorum (Trèves) pouvaient remercier les dieux avec une offrande pour leur voyage réussi. Ils demandait également le succès pour leurs projets ultérieurs et un retour en bonne santé.
C'est de cet endroit-là qu'un voyageur venant de Rome pouvait voir pour la première fois sa destination : la ville impériale de Trèves, située à sept lieues au nord-est.
Un grand bâtiment fut construit à proximité de l’enceinte sacrée et avait un usage profane incertain. Ce qui est sûr, c'est qu'il n'abritait pas les appartements des prêtres qui étaient censés s'y trouver car aucune pièce chauffable n'y a été trouvée.
Les chrétiens ont probablement détruit le complexe de temples au cours du IVe siècle apr. J.-C., et au plus tard lorsque la pratique des cultes païens a été interdite par l'empereur Théodose Ier en 392.

## Reconstruction
Il y avait un puits de plus de 15 mètres de profondeur sur le site. Lorsque le complexe a été fouillé en 1986/87 sous la direction du Musée rhénan de Trèves, des éléments architecturaux et statuaires, des pièces de monnaie, des cruches, ont été trouvés au fond du puits, ce qui, sur la base de la stratification dans le puits, a permis une excellente reconstitution de l'histoire de la zone du temple. Grâce à une pièce de monnaie, il fut établi que ce puits existait encore à la fin du IVe siècle.
Des associations locales ont partiellement reconstruit le site, toujours sous la direction des chercheurs du Musée rhénan.

## Accès
Le complexe est accessible 24 h / 24, toute l'année. On peut le rejoindre depuis la ville de Tawern en suivant les panneaux indiquant un parking pouvant accueillir une dizaine de véhicules. De là, monte un chemin forestier qui, après environ 800 mètres, passe devant le complexe de temples.